# Senatori dell'Alabama
L'Alabama è entrato a far parte degli Stati Uniti d'America a partire dal 14 dicembre 1819. I Senatori dell'Alabama appartengono alle classi 2 e 3. Gli attuali senatori sono i repubblicani Tommy Tuberville (dal 2021) e Katie Britt (dal 2023). 
I senatori dell'Alabama furono dichiarati vacanti dal marzo 1861 al luglio 1865, per via della secessione dello stato durante la guerra civile americana. Richard Shelby è il senatore che ha più a lungo detenuto la carica, dal 1987 al 2023.

## Elenco

### Classe 2
| N.      | Foto    | Senatore               | Partito | Partito                                          | Carica           | Carica           | Congresso                                                                          | Mandati                                 | Elezioni |
| N.      | Foto    | Senatore               | Partito | Partito                                          | Inizio           | Termine          | Congresso                                                                          | Mandati                                 | Elezioni |
| ------- | ------- | ---------------------- | ------- | ------------------------------------------------ | ---------------- | ---------------- | ---------------------------------------------------------------------------------- | --------------------------------------- | --- |
| 1       |         | William R. King        |         | Democratico-Repubblicano Jacksoniano Democratico | 14 dicembre 1819 | 15 aprile 1844   | 16 · 17 · 18 · 19 · 20 · 21 · 22 · 23 · 24 · 25 · 26 · 27 · 28                     | 4 1⁄2                                   | 1819 · 1822 · 1828 · 1834 · 1840 Si dimise per diventare Ambasciatore in Francia                                   |
| Vacante | Vacante | Vacante                | Vacante | Vacante                                          | 15 aprile 1844   | 22 aprile 1844   | 28                                                                                 |                                         | |
| 2       |         | Dixon Hall Lewis       |         | Democratico                                      | 22 aprile 1844   | 24 ottobre 1848  | 29 · 30                                                                            | 1⁄2                                     | Nominato per terminareil mandato di King 1847 Deceduto                                                             |
| Vacante | Vacante | Vacante                | Vacante | Vacante                                          | 24 ottobre 1848  | 25 novembre 1848 | 30                                                                                 |                                         | |
| 3       |         | Benjamin Fitzpatrick   |         | Democratico                                      | 25 novembre 1848 | 30 novembre 1848 | 31                                                                                 | 1⁄2                                     | Nominato per continuare il mandato di Lewis                                                                        |
| 4       |         | Jeremiah Clemens       |         | Democratico                                      | 30 novembre 1848 | 3 marzo 1853     | 32                                                                                 | 1⁄2                                     | Eletto per terminare il mandato di Lewis Non ricandidatosi                                                         |
| Vacante | Vacante | Vacante                | Vacante | Vacante                                          | 4 marzo 1853     | 29 novembre 1853 | 33                                                                                 | Senatore non eletto                     | Senatore non eletto                                                                                                |
| 5       |         | Clement Claiborne Clay |         | Democratico                                      | 29 novembre 1853 | 21 gennaio 1861  | 34 · 35 · 36                                                                       | 1 1⁄2                                   | 1853 · 1858 Ritiratosi                                                                                             |
| Vacante | Vacante | Vacante                | Vacante | Vacante                                          | 21 gennaio 1861  | 13 luglio 1868   | 37 · 38 · 39                                                                       | Guerra civile americana e Ricostruzione | Guerra civile americana e Ricostruzione                                                                            |
| 6       |         | Willard Warner         |         | Repubblicano                                     | 13 luglio 1868   | 4 marzo 1871     | 40 · 41                                                                            | 1⁄2                                     | 1868 Perse la rielezione                                                                                           |
| 7       |         | George Goldthwaite     |         | Democratico                                      | 4 marzo 1871     | 4 marzo 1877     | 42 · 43 · 44                                                                       | 1                                       | 1870 Non ricandidatosi                                                                                             |
| 8       |         | John Tyler Morgan      |         | Democratico                                      | 4 marzo 1877     | 11 giugno 1907   | 45 · 46 · 47 · 48 · 49 · 50 · 51 · 52 · 53 · 54 · 55 · 56 · 57 · 58 · 59 · 60      | 5 1⁄2                                   | 1876 · 1882 · 1888 · 1894 · 1900 · 1906 Deceduto                                                                   |
| Vacante | Vacante | Vacante                | Vacante | Vacante                                          | 11 giugno 1907   | 18 giugno 1907   | 60                                                                                 |                                         | |
| 9       |         | John H. Bankhead       |         | Democratico                                      | 18 giugno 1907   | 1º marzo 1920    | 61 · 62 · 63 · 64 · 65 · 66                                                        | 1 1⁄2                                   | Nominato per continuare il mandato di Morgan, poi eletto 1911 · 1918 Deceduto                                      |
| Vacante | Vacante | Vacante                | Vacante | Vacante                                          | 1º marzo 1920    | 5 marzo 1920     | 66                                                                                 |                                         | |
| 10      |         | B. B. Comer            |         | Democratico                                      | 5 marzo 1920     | 2 novembre 1920  | 66                                                                                 | 1⁄2                                     | Nominato per continuare il mandato di Bankhead Non candidatosi                                                     |
| 11      |         | James Thomas Heflin    |         | Democratico                                      | 3 novembre 1920  | 3 marzo 1931     | 67 · 68 · 69 · 70 · 71                                                             | 1 1⁄2                                   | Eletto per terminare il mandato di Bankhead 1824 Non ottenne la ricandidatura e perse le elezioni come Indpendente |
| 12      |         | John H. Bankhead II    |         | Democratico                                      | 4 marzo 1931     | 12 giugno 1946   | 72 · 73 · 74 · 75 · 76 · 77 · 78                                                   | 2 1⁄2                                   | 1930 · 1936 · 1942 Deceduto                                                                                        |
| Vacante | Vacante | Vacante                | Vacante | Vacante                                          | 12 giugno 1946   | 15 giugno 1946   | 78                                                                                 |                                         | |
| 13      |         | George R. Swift        |         | Democratico                                      | 15 giugno 1946   | 5 novembre 1946  | 79                                                                                 | 1⁄2                                     | Nominato per continuare il mandato di Bankhead Non candidatosi                                                     |
| 14      |         | John Sparkman          |         | Democratico                                      | 6 novembre 1946  | 3 gennaio 1979   | 79 · 80 · 81 · 82 · 83 · 84 · 85 · 86 · 87 · 88 · 89 · 90 · 91 · 92 · 93 · 94 · 95 | 5 1⁄2                                   | Eletto per terminare il mandato di Bankhead 1948 · 1954 · 1960 · 1966 · 1972 Non ricandidatosi                     |
| 15      |         | Howell Heflin          |         | Democratico                                      | 3 gennaio 1979   | 3 gennaio 1997   | 96 · 97 · 98 · 99 · 100 · 101 · 102 · 103 · 104                                    | 3                                       | 1978 · 1984 · 1990 Non ricandidatosi                                                                               |
| 16      |         | Jeff Sessions          |         | Repubblicano                                     | 3 gennaio 1997   | 8 febbraio 2017  | 105 · 106 · 107 · 108 · 109 · 110 · 111 · 112 · 113 · 114 · 115                    | 3 1⁄2                                   | 1996 · 2002 · 2008 · 2014 Rassegnò le dimissioni per diventare Procuratore generale degli Stati Uniti              |
| Vacante | Vacante | Vacante                | Vacante | Vacante                                          | 8 febbraio 2017  | 9 febbraio 2017  | 115                                                                                |                                         | |
| 13      |         | Luther Strange         |         | Repubblicano                                     | 9 febbraio 2017  | 3 gennaio 2018   | 116                                                                                | 1⁄2                                     | Nominato per continuare il mandato di Sessions                                                                     |
| 14      |         | Doug Jones             |         | Democratico                                      | 3 gennaio 2018   | 3 gennaio 2021   | 116                                                                                | 1⁄2                                     | Eletto per terminare il mandato di Sessions Perse la rielezione                                                    |
| 15      |         | Tommy Tuberville       |         | Repubblicano                                     | 3 gennaio 2021   | in carica        | 117 · 118 · 119                                                                    | 1                                       | 2020 |

### Classe 3
| N.      | Foto    | Senatore             | Partito      | Partito                                  | Carica           | Carica                                                                                  | Congresso                                                                | Mandati                                            | Elezioni |
| N.      | Foto    | Senatore             | Partito      | Partito                                  | Inizio           | Termine                                                                                 | Congresso                                                                | Mandati                                            | Elezioni |
| ------- | ------- | -------------------- | ------------ | ---------------------------------------- | ---------------- | --------------------------------------------------------------------------------------- | ------------------------------------------------------------------------ | -------------------------------------------------- | --- |
| 1       |         | John Williams Walker |              | Democratico-Repubblicano                 | 14 dicembre 1819 | 12 dicembre 1822                                                                        | 16 · 17                                                                  | 1⁄2                                                | 1819 Dimessosi |
| 2       |         | William Kelly        |              | Democratico-Repubblicano poi Jacksoniano | 12 dicembre 1822 | 4 marzo 1825                                                                            | 17 · 18                                                                  | 1⁄2                                                | Eletto per terminare il mandato di Walker Non ricandidatosi                                                                                |
| 3       |         | Henry H. Chambers    |              | Jacksoniano                              | 4 marzo 1825     | 24 gennaio 1826                                                                         | 19                                                                       | 1⁄2                                                | 1926 Deceduto |
| Vacante | Vacante | Vacante              | Vacante      | Vacante                                  | 24 gennaio 1826  | 17 febbraio 1826                                                                        | 19                                                                       |                                                    | |
| 4       |         | Israel Pickens       |              | Jacksoniano                              | 17 febbraio 1826 | 27 novembre 1826                                                                        | 19                                                                       | 1⁄2                                                | Nominato per continuare il mandato di Chambers Non candidatosi                                                                             |
| 5       |         | John McKinley        |              | Jacksoniano                              | 27 novembre 1826 | 3 marzo 1831                                                                            | 20 · 21                                                                  | 1⁄2                                                | Eletto per terminare il mandato di Chambers Perse la rielezione                                                                            |
| 6       |         | Gabriel Moore        |              | Jacksoniano poi Anti-Jacksoniano         | 4 marzo 1831     | 3 marzo 1837                                                                            | 22 · 23 · 24                                                             | 1                                                  | 1831 Perse la rielezione |
| 7       |         | John McKinley        |              | Democratico                              | 4 marzo 1837     | 22 aprile 1837                                                                          | 25                                                                       | 1⁄2                                                | 1837 Si dimise per divenire Giudice della Corte suprema                                                                                    |
| Vacante | Vacante | Vacante              | Vacante      | Vacante                                  | 22 aprile 1837   | 19 giugno 1837                                                                          | 25                                                                       |                                                    | |
| 8       |         | Clement Comer Clay   |              | Democratico                              | 19 giugno 1837   | 15 novembre 1841                                                                        | 26 · 27                                                                  | 1⁄2                                                | Eletto per terminare il mandato di McKinley Dimessosi                                                                                      |
| Vacante | Vacante | Vacante              | Vacante      | Vacante                                  | 15 novembre 1841 | 24 novembre 1841                                                                        | 27                                                                       |                                                    | |
| 9       |         | Arthur P. Bagby      |              | Democratico                              | 24 novembre 1841 | 16 giugno 1848                                                                          | 27 · 28 · 29 · 30                                                        | 1⁄2                                                | Eletto per terminare il mandato di Clay · 1843 Si dimise per divenire ambasciatore in Russia                                               |
| Vacante | Vacante | Vacante              | Vacante      | Vacante                                  | 16 giugno 1848   | 1º luglio 1848                                                                          | 30                                                                       |                                                    | |
| 10      |         | William R. King      |              | Democratico                              | 1º luglio 1848   | 20 dicembre 1852                                                                        | 30 · 31 · 32                                                             | 1⁄2                                                | Nominato per continuare il mandato di Bagby Eletto per terminare il mandato di Bagby · 1849 Dimessosi per motivi di salute                 |
| Vacante | Vacante | Vacante              | Vacante      | Vacante                                  | 20 dicembre 1852 | 14 gennaio 1853                                                                         | 32                                                                       |                                                    | |
| 11      |         | Benjamin Fitzpatrick |              | Democratico                              | 14 gennaio 1853  | 3 marzo 1855                                                                            | 33                                                                       | 1⁄2                                                | Nominato per continuare il mandato di King Eletto per terminare il mandato di King                                                         |
| 11      | Vacante | Vacante              | Vacante      | Vacante                                  | 4 marzo 1855     | 26 novembre 1855                                                                        | 34                                                                       | 1⁄2                                                | La legislatura statale non riuscì ad eleggere il senatore                                                                                  |
| 11      |         | Benjamin Fitzpatrick |              | Democratico                              | 26 novembre 1855 | 21 gennaio 1861                                                                         | 34 · 35 · 36                                                             | 1⁄2                                                | Eletto durante la legislatura Dimessosi |
| Vacante | Vacante | Vacante              | Vacante      | Vacante                                  | 21 gennaio 1861  | 13 luglio 1868                                                                          | 36 · 37 · 38 · 39                                                        | Guerra civile americana e Ricostruzione            | Guerra civile americana e Ricostruzione |
| 12      |         | George E. Spencer    |              | Repubblicano                             | 13 luglio 1868   | 3 marzo 1879                                                                            | 40 · 41 · 42 · 43 · 44 · 45                                              | 2                                                  | 1868 · 1872 Non ricandidatosi |
| 13      |         | George S. Houston    |              | Democratico                              | 4 marzo 1879     | 31 dicembre 1879                                                                        | 46                                                                       | 1⁄2                                                | 1878 Deceduto |
| Vacante | Vacante | Vacante              | Vacante      | Vacante                                  | 31 dicembre 1879 | 7 gennaio 1880                                                                          | 46                                                                       |                                                    | |
| 14      |         | Luke Pryor           |              | Democratico                              | 7 gennaio 1880   | 23 novembre 1880                                                                        | 46                                                                       | 1⁄2                                                | Nominato per continuare il mandato di Houston Non ricandidatosi                                                                            |
| 15      |         | James L. Pugh        |              | Democratico                              | 24 novembre 1880 | 3 marzo 1897                                                                            | 47 · 48 · 49 · 50 · 51 · 52 · 53 · 54                                    | 2 1⁄2                                              | Eletto per terminare il mandato di Houston · 1884 · 1890 Non ricandidatosi                                                                 |
| 16      |         | Edmund Pettus        |              | Democratico                              | 4 marzo 1897     | 27 luglio 1907                                                                          | 55 · 56 · 57 · 58 · 59 · 60                                              | 1 1⁄2                                              | 1896 · 1903 · 1907 Deceduto |
| Vacante | Vacante | Vacante              | Vacante      | Vacante                                  | 27 luglio 1907   | 6 agosto 1907                                                                           | 60                                                                       |                                                    | |
| 17      |         | Joseph F. Johnston   |              | Democratico                              | 6 agosto 1907    | 8 agosto 1913                                                                           | 60 · 61 · 62 · 63                                                        | 1⁄2                                                | Eletto per terminare il mandato di Pettus · 1907 Deceduto                                                                                  |
| Vacante | Vacante | Vacante              | Vacante      | Vacante                                  | 8 agosto 1913    | 11 maggio 1914                                                                          | 63                                                                       | [ 2 ]                                              | [ 2 ] |
| 18      |         | Francis S. White     |              | Democratico                              | 11 maggio 1914   | 3 marzo 1915                                                                            | 63                                                                       | 1⁄2                                                | Eletto per terminare il mandato di Johnston Non ricandidatosi                                                                              |
| 19      |         | Oscar Underwood      |              | Democratico                              | 4 marzo 1915     | 3 marzo 1927                                                                            | 64 · 65 · 66 · 67 · 68 · 69                                              | 2                                                  | 1914 · 1920 Non ricandidatosi |
| 20      |         | Hugo Black           |              | Democratico                              | 4 marzo 1927     | 19 agosto 1937                                                                          | 70 · 71 · 72 · 73 · 74 · 75                                              | 1 1⁄2                                              | 1926 · 1932 Dimessosi per diventare giudice della Corte suprema                                                                            |
| 21      |         | Dixie Bibb Graves    |              | Democratico                              | 20 agosto 1937   | 10 gennaio 1938                                                                         | 75                                                                       | 1⁄2                                                | Nominata per terminare il mandato di Black Dimessasi                                                                                       |
| 22      |         | J. Lister Hill       |              | Democratico                              | 11 gennaio 1938  | 3 gennaio 1969                                                                          | 76 · 77 · 78 · 79 · 80 · 81 · 82 · 83 · 84 · 85 · 86 · 87 · 88 · 89 · 90 | 5 1⁄2                                              | Nominato per terminare il mandato di Graves Eletto per terminare il mandato di Graves · 1938 · 1944 · 1950 · 1956 · 1962 Non ricandidatosi |
| 23      |         | James Allen          |              | Democratico                              | 3 gennaio 1969   | 1º giugno 1978                                                                          | 91 · 92 · 93 · 94 · 95                                                   | 1 1⁄2                                              | 1968 · 1974 Deceduto |
| 24      |         | Maryon Pittman Allen |              | Democratico                              | 8 giugno 1978    | 7 novembre 1978                                                                         | 95                                                                       | 1⁄2                                                | Nominata per continuare il mandato del marito Perse la nomina per l'elezione speciale per terminare il mandato                             |
| 25      |         | Donald W. Stewart    |              | Democratico                              | 7 novembre 1978  | 2 gennaio 1981                                                                          | 96                                                                       | 1⁄2                                                | Eletto per terminare il mandato di James Allen · Perse la ricandidatura                                                                    |
| 26      |         | Jeremiah Denton      |              | Repubblicano                             | 2 gennaio 1981   | 3 gennaio 1987                                                                          | 96 · 97 · 98 · 99                                                        | 1 1⁄2                                              | Eletto per terminare il mandato di Allen · 1980 · Perse la rielezione                                                                      |
| 27      |         | Richard Shelby       |              | Democratico                              | 3 gennaio 1987   | 9 novembre 1994                                                                         | 100 · 101 · 102                                                          | 1                                                  | 1986 |
| 27      |         | Richard Shelby       | Repubblicano | 9 novembre 1994                          | 3 gennaio 2023   | 103 · 104 · 105 · 106 · 107 · 108 · 109 · 110 · 111 · 112 · 113 · 114 · 115 · 116 · 117 | 5                                                                        | 1992 · 1998 · 2004 · 2010 · 2016 Non ricandidatosi | |
| 28      |         | Katie Britt          |              | Repubblicano                             | 3 gennaio 2023   | in carica                                                                               | 118 · 119 · 120                                                          | 2                                                  | 2022 |